# Атаджанова Анабібі
Анабібі Атаджанова (1923, місто Ургенч, тепер Хорезмської області, Узбекистан — ?) — радянська узбецька діячка, зоотехнік Ургенцького районного відділу сільського господарства Хорезмської області. Депутат Верховної ради СРСР 3-го скликання.

## Життєпис
Народилася в родині селянина-бідняка. У 1939 році закінчила неповну середню школу. З 1939 по 1942 рік навчалася в Ургенцькому сільськогосподарському технікумі Хорезмської області, здобула спеціальність агронома із шовківництва.
У 1942—1945 роках — в Ургенцькому районному земельному відділі Хорезмської області.
У 1945—1946 роках — зоотехнік Хорезмського обласного земельного відділу.
З 1946 року — зоотехнік Ургенцького районного відділу сільського господарства Хорезмської області.
Член ВКП(б) з 1949 року.
Подальша доля невідома.